# Place du 30 octobre et de la Légion d'Honneur
La place du 30 octobre et de la Légion d'Honneur est une place du centre de Dijon, à la périphérie de son secteur sauvegardé.

## Situation et accès
Sur cette place circulaire aboutissent plusieurs grandes artères : le boulevard Thiers, la rue Paul-Cabet, le boulevard Carnot, le boulevard Voltaire, le boulevard de Strasbourg et la rue de Gray.
L'architecture de la place est assez hétérogène, passant de l'haussmannien en direction du boulevard Carnot à une architecture plus contemporaine.

## Origine du nom
Le nom de la place rappelle le combat qui opposa les Français aux forces allemandes qui arrivaient à Dijon, le 30 octobre 1870, près de la place. Il évoque aussi le fait qu'en mai 1899, en considération de la résistance de la cité le 30 octobre 1870, le président de la République autorisa la ville à faire figurer la Légion d'honneur dans ses armoiries.

## Historique

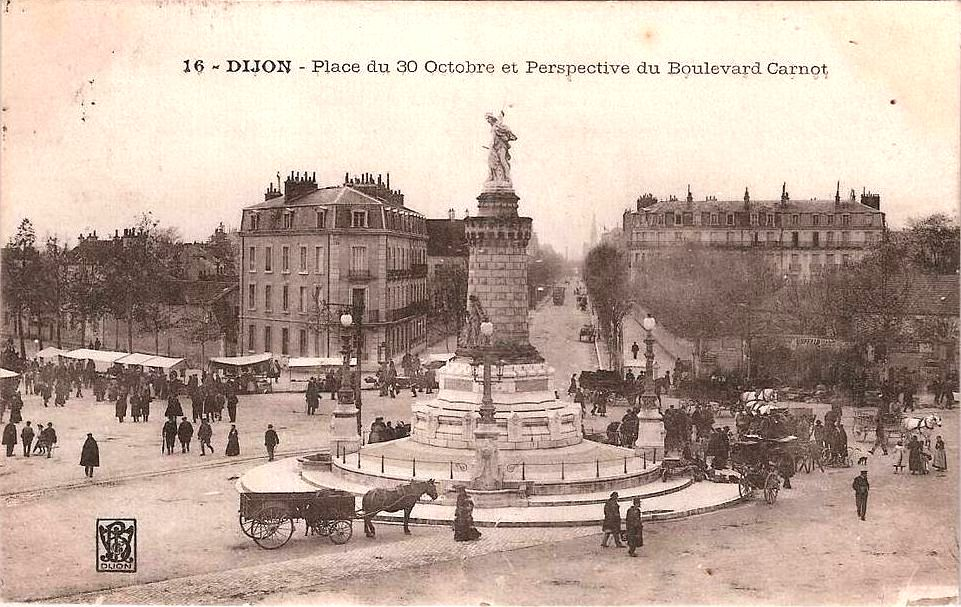
La place avec son monument surmonté de la statue de La Résistance

Au XVIIIe siècle, cette place, située à l'extérieur des remparts, était l'un des nombreux lieux de foires et de marchés de la ville de l'époque. Elle portait le nom de place au Foin.
Lors de la guerre de 1870 se déroula le 30 octobre 1870 la première bataille de Dijon : les Badois de von Beyer arrivaient pour investir la cité, mais les gardes nationaux de Dijon, avec des hommes d'un bataillon des Basses-Pyrénées et des mobilisés de différentes armes s'opposèrent à l'invasion dans cette partie de la ville. Une barricade, restée célèbre, fut érigée notamment rue Jeannin. Ces combats sans espoir, à l'issue desquels Dijon capitula et fut occupée, avaient fait 160 morts, 341 blessés et 101 prisonniers du côté français. 
Dès le mois de novembre 1870, le conseil municipal décida de faire élever sur la place un monument commémoratif de la Résistance, dont la première pierre fut posée le 30 octobre 1871. L'architecte Félix Vionnois dessina les plans d'un large socle circulaire sur lequel s'élevait une tour crénelée supportant une statue de femme symbolisant la Résistance. Mathurin Moreau sculpta sur la tour le haut-relief représentant un soldat protégeant à sa droite un chasseur blessé, et à sa gauche une femme et un enfant ; Paul Cabet, élève de Rude, sculpta quant à lui la statue de La Résistance. Il la coiffa d'une couronne crénelée et d'un bonnet phrygien ; ce dernier parut subversif, à un moment où les excès de la Commune étaient dans toutes les mémoires, et que l'espoir chez les royalistes de restaurer la monarchie subsistait. Le 25 octobre 1875, cinq jours avant l'inauguration du monument, le Génie militaire vint sur ordre du préfet de la Côte-d'Or retirer la statue, qui fut endommagée. En 1878, alors que les conditions politiques avaient changé, la municipalité de Dijon décida la réfection d'une statue identique. Paul Cabet étant mort en octobre 1876, on commanda une réplique à son élève, le sculpteur Gréber. Elle fut inaugurée le 30 octobre 1880 . Quelques semaines auparavant, la place avait reçu le nom de place du 30 Octobre.

## Photographies

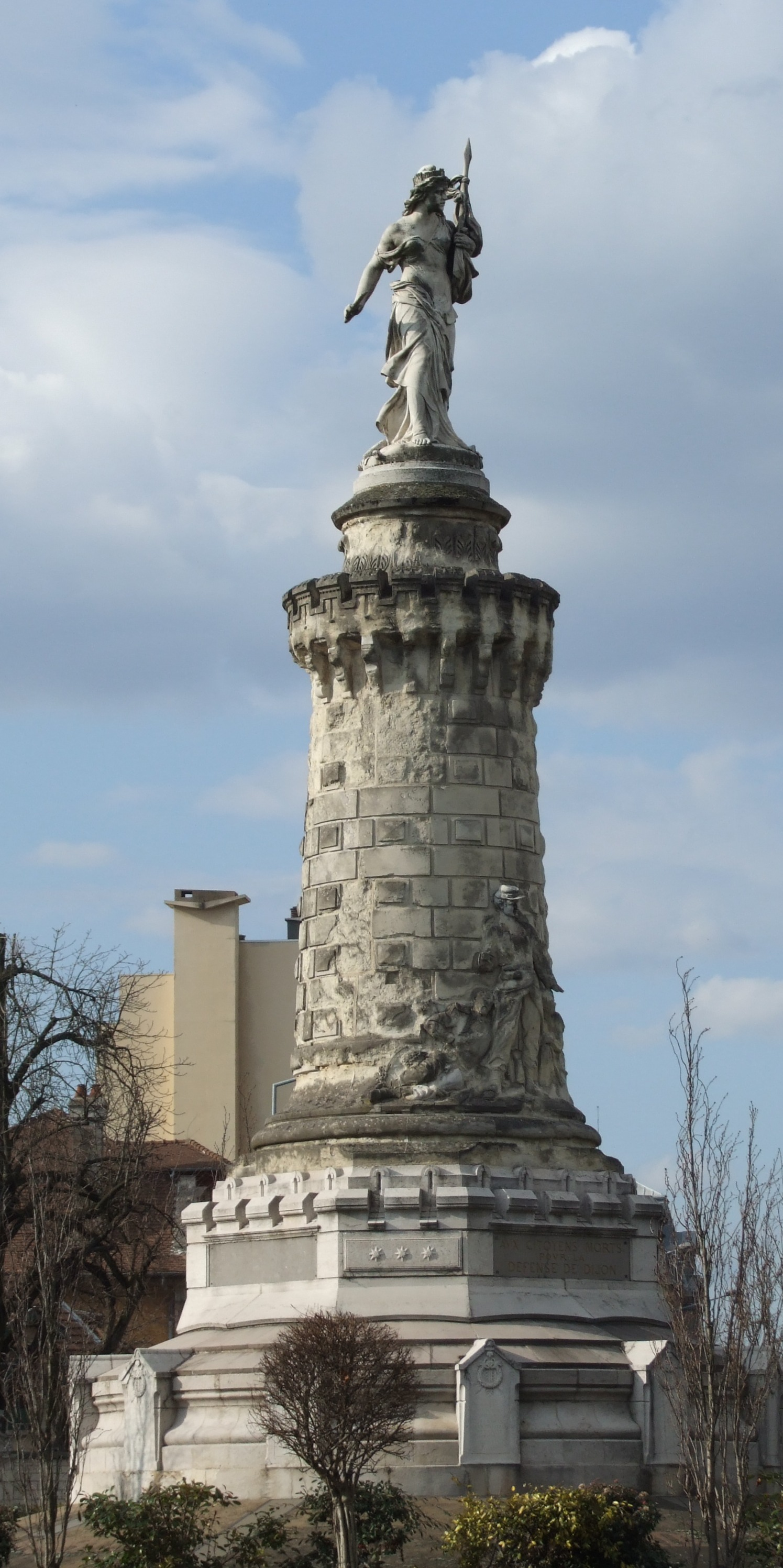
Monument à la gloire des défenseurs de la ville de Dijon en 1870, surmonté de la statue de La Résistance, réplique de celle de Paul Cabet
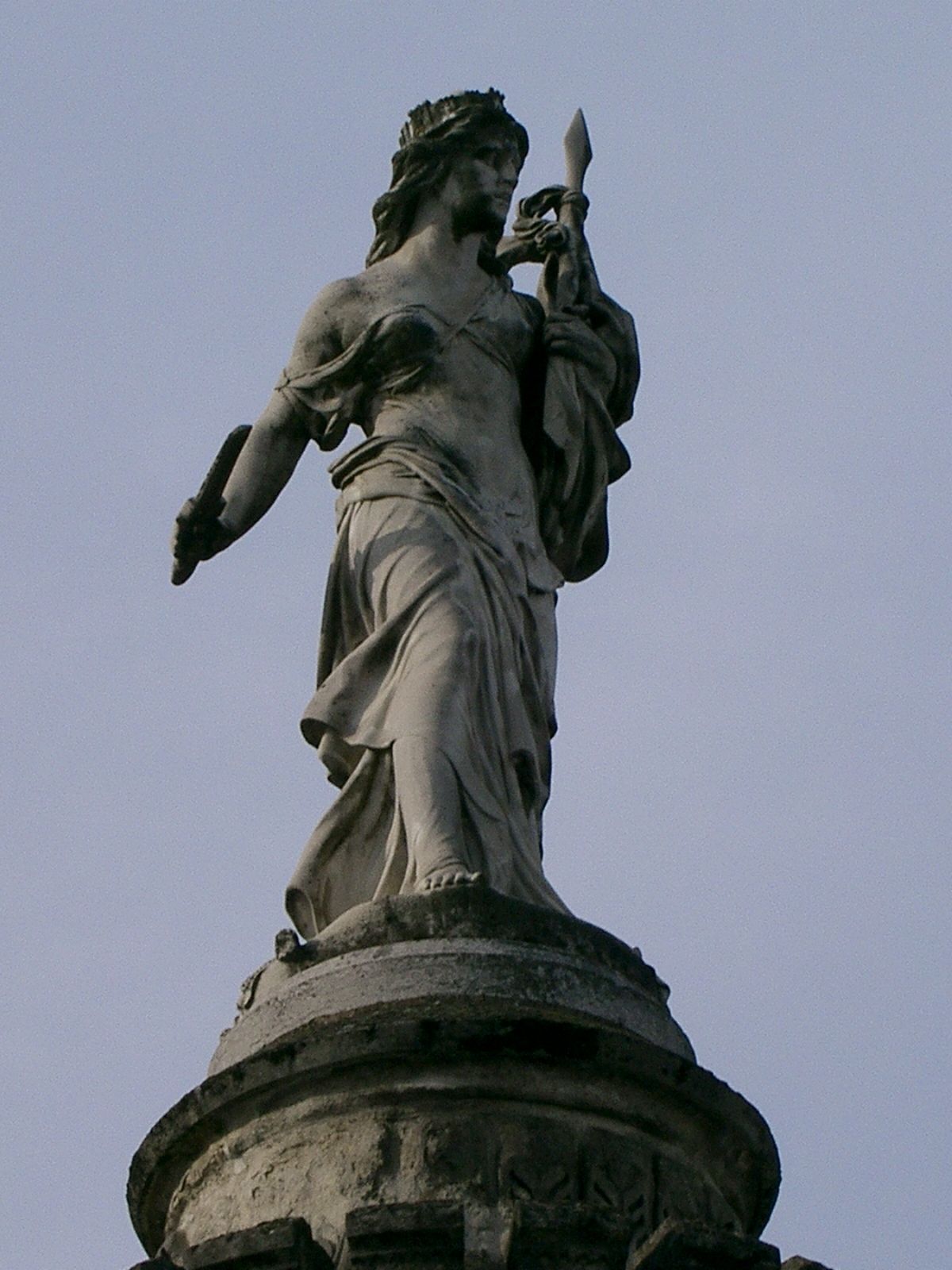
Statue de La Résistance.
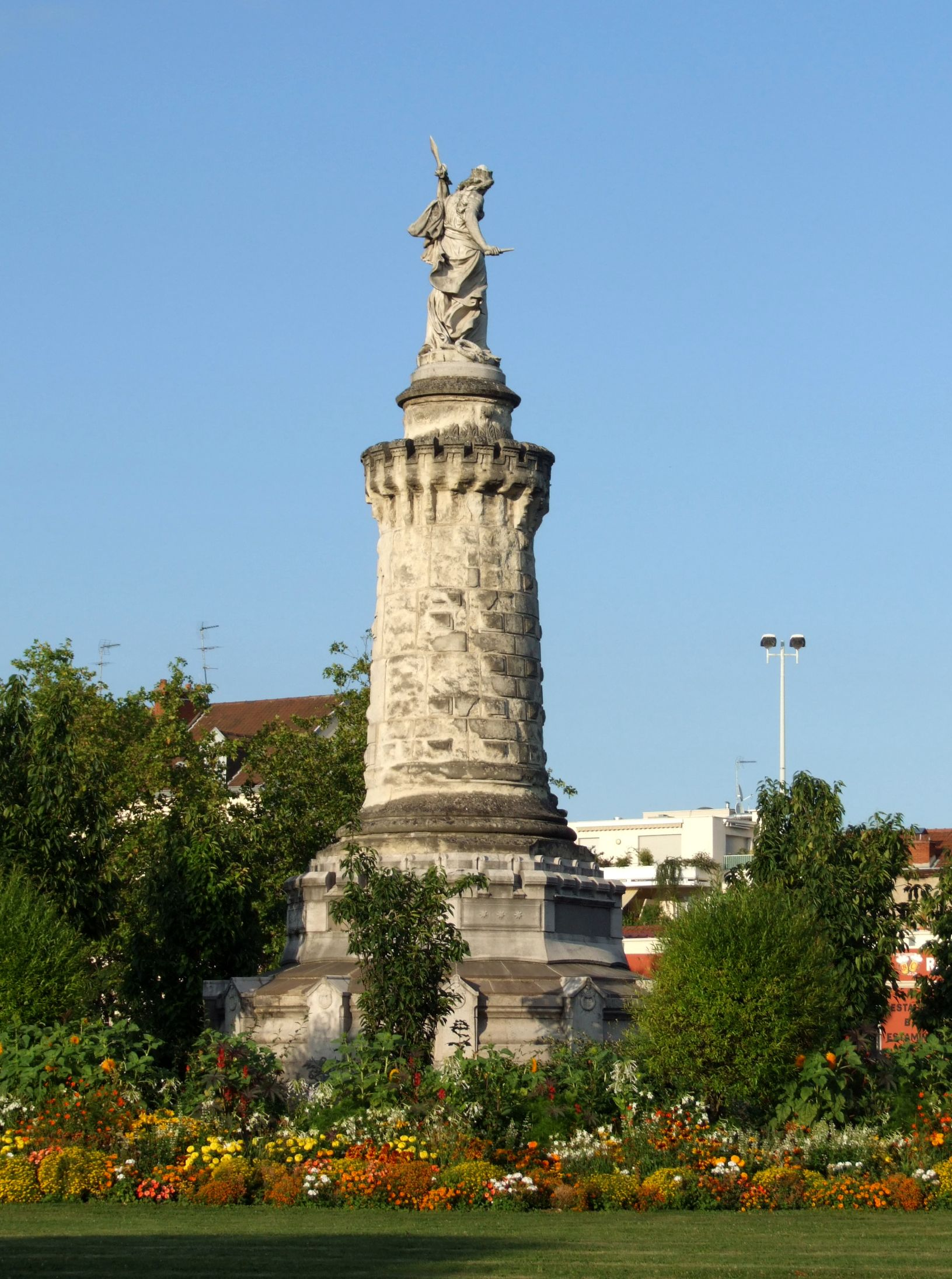
Place du 30 octobre et de la Légion d'Honneur